# Marianna Madiaová
Maria Anna „Marianna“ Madiaová (* 5. září 1980, Řím) je členka italské Demokratické strany a od roku 2008 členka italské Poslanecké sněmovny.
Od 22. února 2014 do 1. června 2018 byla ministryní pro veřejnou správu a zjednodušení (vlády Mattea Renziho a Paola Gentiloniho).

## Život
Madiaová se narodila 5. září 1980 v Římě. Její rodina pocházela z Kalábrie. Její pradědeček Titta Madia byl právník, novinář, fašista a poslanec za MSI. Jejím otcem byl politik, novinář a herec Stefano Madia.
Studovala na Lycée français Chateaubriand v Římě, na římské univerzitě La Sapienza a doktorát v oboru politologie získala na Scuola IMT Alti Studi Lucca.
V červnu 2013 se provdala za Maria Giananiho, televizního a filmového producenta. Jsou rodiči dvojčat, Francesca a Margherity, narozených 8. dubna 2014.
Sama se považuje za praktikující katoličku.

## Kariéra
Madiaová začala svou kariéru v únoru 2008, kdy si ji vybral tajemník Demokratické strany Walter Veltroni, který ji navrhl jako kandidátku do Poslanecké sněmovny. V dubnu 2008 byla zvolena. V roce 2013 a v roce 2018 byla znovuzvolena.